# Tonči Drušković
Tonči Drušković (Račišće, otok Korčula, 13. siječnja 1970.), športaš i rukometni trener.

## Karijera
Diplomirao je na Fakultetu prirodoslovno-matematičkih i odgojnih znanosti te stekao zvanje višeg sportskog trenera rukometa.
Svoju profesionalnu trenersku karijeru započeo je u svojoj 26. godini. Posjeduje trenersku licenciju "A" Udruge trenera HRS-a. 
Trenerska karijera:
- 1996. – 1998.     - HRK Troglav, Bosna i Hercegovina
- 1998. – 2001.     -  HRK Posusje, Bosna i Hercegovina
- 2001. – 2003.     -  HRK Siroki, Bosna i Hercegovina
- 2003. – 2006.     -  HRK Grude, Bosna i Hercegovina
- 2006. – 2010.     -  HRK Imotski sokolovi, Hrvatska
- 2010. – 2011.     -  PHC Wittenberge, Njemačka
- 2011. – 2012.     -  HC AL Ahli, Bahrain
- 2012. – 2013.     -  HC Barbar, Bahrain
- 2013. – 2014.     -  Izbornik Gabona
- 2014. – 2016.     -  Izbornik Kuvajta
- 2016. – 2017.     -  Oman HC, Oman
- 2017. – 2019.     -  ZHC Grubenlampe, Njemačka
- 2019. – 2020.     -  HC Al Khaleej, KSA
- 2020. – 2021.     -  RK Korčula, Hrvatska
- 2021. – danas     - LHC Cottbus, Njemačka

Bio je trener u dva rukometna kluba u Bahreinu – Al Ahli i Barbar. 
Kao glavni trener Al Ahlija osvojio je u sezoni 2011./12. trofeje nacionalnog prvaka i pobjednika nacionalnog kupa.
U ljeto 2013. preuzeo je posao izbornika reprezentacije Gabona kao šef struke svih selekcija. 
S juniorskom reprezentacijom izborio je nastup na Svjetskom juniorskom prvenstvu u Mađarskoj 2013.
Vodio je seniorski tim Gabona na rukometnom prvenstvu Afrike koje je održano u siječnju 2014. u Alžiru. 
Od kolovoza 2014. glavni je trener i izbornik kuvajtske rukometne reprezentacije. Vodio je Kuvajt na Azijskim olimpijskim igrama u južnokorejskom gradu Incheonu. 
U rujnu 2016. preuzeo je Oman rukometni klub. Od 2017. do 2019. bio je glavni trener u ZHC Grubenlampeu u Njemačkoj.  
U sezoni 2019./20. bio je glavni trener Al Khaleej SC, KSA 
Sezonu 2020./21. je radio kao glavni trener RK Korčula u Hrvatskoj rukometnoj ligi.
Od travnja 2021. radi u LHC Cottbusu u njemačkom Cottbusu kao glavni trener U-19 ekipe u JHBL u A-Jugend Handball Bundesliga DHB.